# Toro (comics)
Toro est un personnage de comics créé par Carl Burgos dans les pages de Human Torch no 2 publié par Timely Comics en 1940. Il est le protégé du super-héros androïde Human Torch et tous deux ont le même pouvoir de s'enflammer.

## Biographie fictive
Thomas Raymond est le fils de Fred Raymond, un assistant du Pr. Horton qui a créé l'androïde Human Torch et Nora Jones, une scientifique qui était elle-même gravement malade à cause d'une surexposition au radium dans ses expériences. L'adolescent devient orphelin après la mort de ses parents dans un accident de train. Il est recueilli par un cracheur de feu qui s'est aperçu que le jeune homme était insensible au feu et qu'il pouvait le contrôler. Le jour où il rencontre Human Torch, il décide de le suivre et tous deux vont combattre le crime et les nazis. Par la suite, Toro fait partie du groupe The Young Allies avec Bucky Barnes, le protégé de Captain America et quatre jeunes sans pouvoirs.

## Pouvoirs et capacités
Toro est né humain avec un gène inhumain récessif qui a réagi aux cellules Horton lorsqu'il est entré en contact avec la torche humaine, mais a subi d'autres changements activés par une bombe terrigène. Il a été révélé que Toro avait la capacité de créer inconsciemment des transformations chimiques et élémentaires dans son corps et dans l'air à côté de lui. On croyait initialement qu'il avait la capacité de générer et de contrôler le feu, mais cela était dû à l'activation de son gène inhumain latent, et lorsque Toro a vu la torche humaine pour la première fois, il a inconsciemment dupliqué sa capacité à s'engloutir dans les flammes.
Tout en utilisant cette capacité pendant la majeure partie de sa vie, Toro pouvait contrôler l'énergie thermique ambiante et la capacité physique d'envelopper tout son corps ou des parties de son corps avec du plasma ardent sans se blesser. Habituellement, lorsqu'il était en feu, Toro était enveloppé par une flamme de faible intensité de plasma de faible niveau (rougeâtre, environ 780 ° Fahrenheit) qui s'étendait d'un à cinq pouces de son corps. Il pouvait cependant générer de la chaleur et des flammes à des températures allant jusqu'à 2500° Fahrenheit. Toro pouvait créer des formes composées de feu. Ces objets de flamme ne conserveraient leurs formes que tant qu'il se concentrerait sur eux. Les objets ne brûleraient que pendant environ trois minutes à moins que Toro ne continue à leur insuffler de l'énergie.
Comme son mentor, la torche humaine originale, Toro pouvait contrôler par télékinésie non seulement les objets de flamme qu'il avait créés, mais aussi les flammes qu'il n'avait pas créées. Le plasma de Toro avait une forte teneur en hydrogène et était entouré d'un nuage d'atomes d'hydrogène monoatomiques. Ce nuage chaud lui a fourni une flottabilité suffisante pour flotter. En formant un jet à partir de ses pieds, dirigé derrière lui, alors qu'il était dans son état enflammé, il pouvait voler à des vitesses allant jusqu'à 150 milles à l'heure. Il pouvait absorber des flammes en lui sans dommage dans certaines limites indéfinies.
La flamme de Toro était soutenue par la présence d'oxygène, elle s'éteint avec la basse pression de l'air ou dans le vide. La flamme de Toro peut être éteinte en l'étouffant par des matériaux tels que de l'eau, du sable, de la mousse anti-incendie et des couvertures résistantes à la chaleur, à moins que sa flamme ne soit à une intensité telle qu'elle vaporise immédiatement ces matériaux au contact. S'il est frappé avec de petites quantités d'eau jusqu'à environ cinq gallons, Toro pourrait le transformer en vapeur avec relativement peu d'effort. Quand une quantité d'eau supérieure arrivait à éteindre sa flamme, il devait attendre jusqu'à ce qu'il puisse évaporer l'humidité résiduelle avant de se rallumer.
La lumière de Thomas était principalement émise dans les régions infrarouges du spectre lumineux et était invisible à l'œil nu. Par conséquent, lorsque Toro était en flammes, sa lumière était plus faible que ce à quoi on pourrait s'attendre d'une source d'énergie aussi puissante. Il a également développé une immunité à la chaleur et aux flammes, y compris la sienne, même lorsqu'une partie de lui était en feu et que le reste ne l'était pas. Sa chair ne pouvait être ébouillantée ou brûlée par aucune source de chaleur dont le niveau était inférieur à sa production maximale de chaleur.